# Phyllodiaptomus christineae
Phyllodiaptomus christineae is een eenoogkreeftjessoort uit de familie van de Diaptomidae. De wetenschappelijke naam van de soort is voor het eerst geldig gepubliceerd in 1996 door Dumont, Reddy & Sanoamuang.